# Hügel-Weidenröschen
Das Hügel-Weidenröschen (Epilobium collinum) ist eine Pflanzenart aus der Gattung Weidenröschen (Epilobium) innerhalb der Familie der Nachtkerzengewächse (Onagraceae).

## Beschreibung

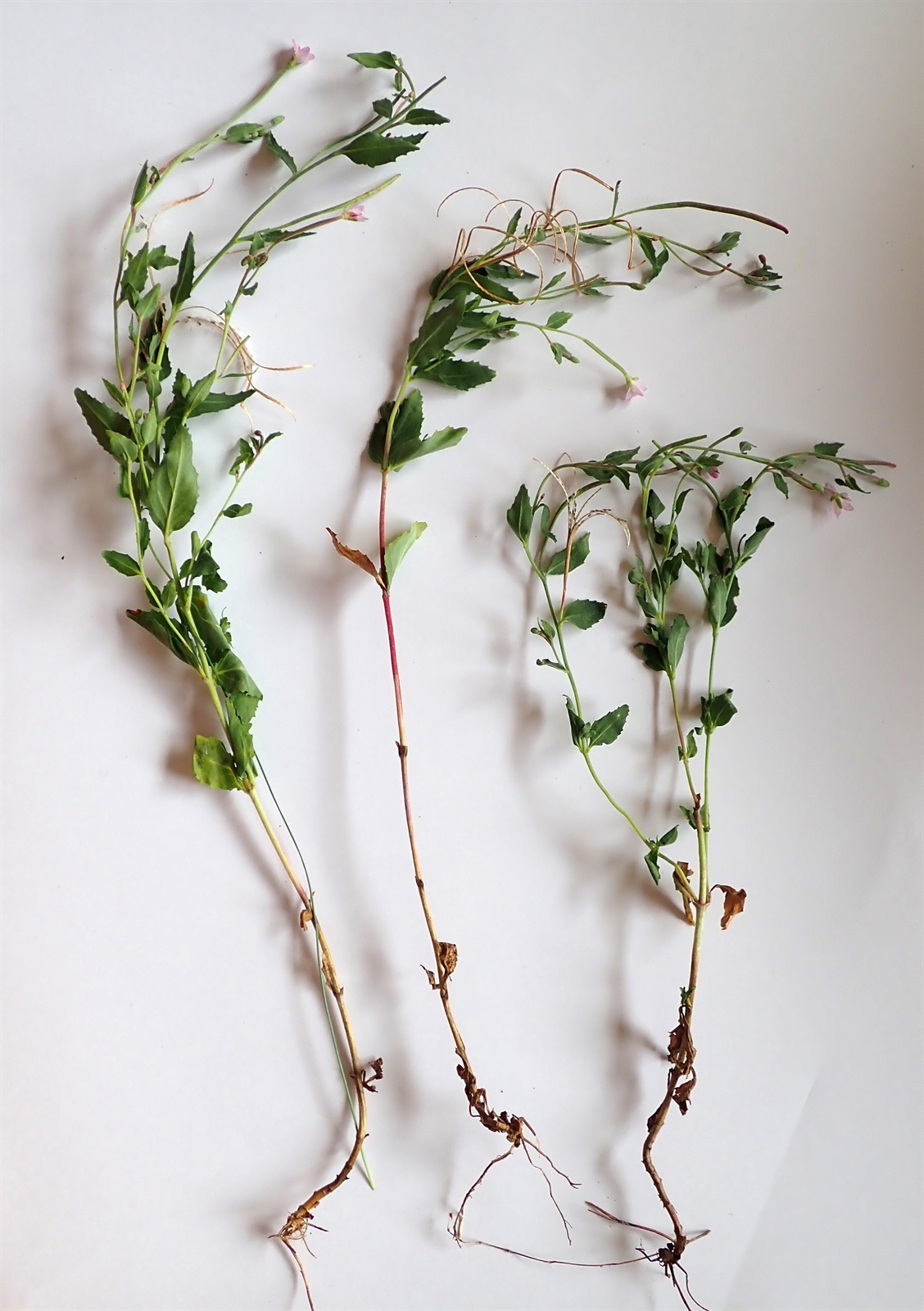
Habitus, gegenständige Laubblätter und Blüten

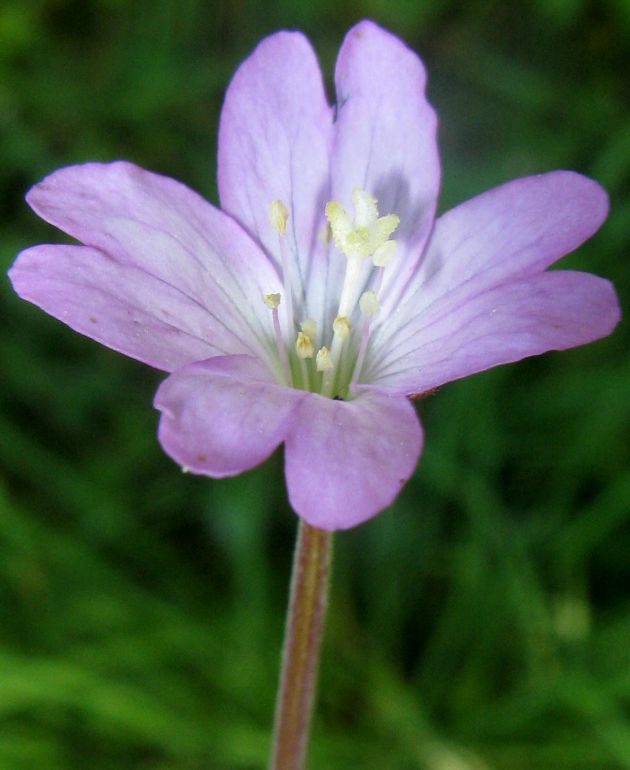
Blüte

### Vegetative Merkmale
Das Hügel-Weidenröschen ist eine ausdauernde krautige Pflanze und erreicht Wuchshöhen von 10 bis 40 Zentimetern. Es besitzt ein kurzes Rhizom und zur Blütezeit keine Ausläufer. Am Wurzelhals befinden sich unterirdische, meist sitzende Stockknospen, aus denen später Rosetten gebildet werden. Die meist aufrecht oder aufsteigend und vom Grund auf verzweigten Stängel sind stielrund, im oberen Bereich angedrückt kurz behaart. 
Die meist bis zum Blütenstand hinauf gegenständigen Laubblätter sind in Blattstiel und Blattspreite gegliedert. Der Blattstiel ist 0,5 bis 2 Millimeter lang. Die einfache Blattspreite ist bei einer Länge von 1 bis 5, selten 8 Zentimetern sowie einer Breite 0,5 bis 1,5 Zentimetern länglich bis eiförmig mit gerundetem Spreitengrund. Der Blattrand ist unregelmäßig bis 0,5 Millimeter lang gezähnt. An der Blattunterseite sind der Blattrand und die Nerven fein behaart, die Blattoberseite erscheint kahl, ist jedoch mit mikroskopisch kleinen Drüsenhaaren besetzt. 

### Generative Merkmale
Die Blütezeit reicht von Juni bis September. Die Blüten sind radiärsymmetrisch und haben eine lange Röhre. Die Blütenlänge beträgt 4 bis 6 Millimeter. Die Knospen sind kugelig bis eiförmig und stumpf. Die Kelchblätter sind 3 bis 4 Millimeter lang und stumpf. Die rosarote Krone ist trichterförmig, und die Kronblätter sind ausgerandet. Der aufrechte und kahle Griffel endet in einer Narbe mit vier abstehenden Ästen. 
Die Kapselfrucht ist angedrückt nichtdrüsig behaart. Sie ist (20 bis) 25 bis 50 (bis 60) Millimeter lang. Die Samen sind bei einer Länge von etwa 1,1 Millimetern schmal verkehrt-eiförmig und am Grund stumpf. Die Samenschale ist kurz papillös und rötlichbraun.
Die Chromosomenzahl beträgt 2n = 36.

## Ökologie
Beim Hügel-Weidenröschen handelt es sich um einen mesomorphen Hemikryptophyten.
Es überwiegt Selbstbestäubung, die Blüten werden von wenigen Insekten besucht.

## Verbreitung
Das Verbreitungsgebiet des Hügel-Weidenröschens reicht von Südwest- über Mittel-, Nord-, Südost- und Osteuropa. Es gibt Fundortangaben für Spanien, Frankreich, Korsika, Sardinien, Italien, die Schweiz, Österreich, Deutschland, Belgien, Polen, Island, Norwegen, Schweden, Finnland, den europäischen Teil Russlands, Belarus, die Ukraine, Ungarn, die ehemalige Tschechoslowakei, das ehemalige Jugoslawien, Albanien, Bulgarien, Rumänien sowie Griechenland vor. Das Hügel-Weidenröschen kommt in Mitteleuropa vorwiegend im Süden vor, im Norden ist es selten bis fehlend.
Es wächst auf sonnigen, steinigen Orten und in trockenen Gebüschen, vorwiegend auf trockenem bis mäßig frischem, meist kalkfreiem Silikat- und Buntsandsteinuntergrund. Es ist kalkmeidend, lichtliebend und ein Säurezeiger. Es kommt von der collinen bis in die montane und subalpine, selten auch alpine Höhenstufe vor. Im Kanton Wallis steigt es bis in eine Höhenlage von 2100 Metern, in Graubünden erreicht es in der Berninagruppe 2300 Meter. In den Allgäuer Alpen steigt es von 800 Metern bis zu einer Höhenlage von 1890 Metern im Vorarlberger Teil am Südhang des westlichen Ochsenhofer Kopfs bei Mittelberg auf.
Pflanzensoziologisch ist es eine Charakterart der Ordnung Androsacetalia vandellii, kommt aber auch in Gesellschaften der Ordnung Androsacetalia alpinae oder Galiopsietalia segetum vor.
Die ökologischen Zeigerwerte nach Landolt et al. 2010 sind in der Schweiz: Feuchtezahl F = 2+w (frisch aber mäßig wechselnd), Lichtzahl L = 4 (hell), Reaktionszahl R = 3 (schwach sauer bis neutral), Temperaturzahl T = 2+ (unter-subalpin und ober-montan), Nährstoffzahl N = 3 (mäßig nährstoffarm bis mäßig nährstoffreich), Kontinentalitätszahl K = 3 (subozeanisch bis subkontinental).

## Taxonomie
Diese Art war aber schon Caspar Bauhin 1622 und auch Paolo Boccone 1697 bekannt. Die Erstbeschreibung von Epilobium collinum erfolgte 1826 durch Karl Christian Gmelin in Flora Badensis Alsatica et confinium regionum Cis et Transrhenana..., Band 4, Seite 265. Ein Synonym für Epilobium collinum C.C.Gmel. ist Epilobium montanum subsp. collinum (C.C.Gmel.) Schübl. & G.Martens.